# Sigfrid Gyllengahm
Sigfrid Gyllengahm, född den 31 juli 1890 i Stockholm, död där den 4 juli 1961, var en svensk militär.
Gyllengahm blev löjtnant i Norrlands dragonregemente 1913 och ryttmästare där 1926. Han befordrades till major i Livregementets husarer 1935 och till överstelöjtnant där 1940. Gyllengahm var befälhavare i Ystads försvarsområde 1942–1946 och i Strängnäs försvarsområde 1946–1950. Efter att ha överflyttats till kavalleriets reserv blev han överste där 1948. Gyllengahm blev adjutant hos kungen 1930 och överadjutant 1948. Han blev riddare av Svärdsorden 1932 och av Nordstjärneorden 1940. Gyllengahm vilar på Lovö kyrkogård.